# شاربيرت دي هيسباي
شاربيرت دي هيسباي (636-555)؛ ربما يكون كونت، هو أبن شاربيرت الأول، ملك باريس الميروفنجي وبالتالي هو حفيد كلوتير الأول، ملك الفرنجة؛ تزوج من فولفغورد دي هيسباي كان واحد من أبنائهم شرودبيرت الأول، أسقف تور من المحتمل هو سلف سلالة كابيتيون.